# Lista de recordes da Fórmula 1
Lista dos recordes da Fórmula 1, desde 1950.

## Recordes de construtores
- Atualizado após o Grande Prêmio da Grã-Bretanha de 2025.

### GPs disputados
| #  | Equipe          | Temporadas                      | GPs  | Largadas |
| -- | --------------- | ------------------------------- | ---- | -------- |
| 1  | Ferrari         | 1950–presente                   | 1112 | 1110     |
| 2  | McLaren         | 1966–presente                   | 986  | 982      |
| 3  | Williams        | 1978–presente                   | 839  | 838      |
| 4  | / Sauber        | 1993–2018, 2024–presente        | 501  | 498      |
| 5  | Lotus           | 1958–1994                       | 491  | 489      |
| 6  | Tyrrell         | 1970–1998                       | 433  | 430      |
| 7  | Red Bull Racing | 2005–presente                   | 406  | 405      |
| 8  | Renault         | 1977–1985, 2002–2011, 2016–2020 | 403  | 400      |
| 9  | Brabham         | 1962–1987, 1989–1992            | 403  | 394      |
| 10 | Arrows          | 1978–2002                       | 394  | 383      |

### Dobradinha
|    | Equipes         | Total |
| -- | --------------- | ----- |
| 1  | Ferrari         | 88    |
| 2  | Mercedes        | 59    |
| 3  | McLaren         | 49    |
| 4  | Williams        | 33    |
| 5  | Red Bull Racing | 31    |
| 6  | Lotus           | 8     |
| 6  | Brabham         | 8     |
| 6  | Tyrrell         | 8     |
| 9  | Cooper          | 6     |
| 10 | BRM             | 5     |

### Pole positions
|    | Equipes         | Total |
| -- | --------------- | ----- |
| 1  | Ferrari         | 253   |
| 2  | McLaren         | 163   |
| 3  | Mercedes        | 139   |
| 4  | Williams        | 128   |
| 5  | Lotus           | 107   |
| 6  | Red Bull Racing | 103   |
| 7  | Renault         | 51    |
| 8  | Brabham         | 39    |
| 9  | / Benetton      | 15    |
| 10 | Tyrrell         | 14    |

### Voltas mais rápidas
|    | Equipe          | Total |
| -- | --------------- | ----- |
| 1  | Ferrari         | 263   |
| 2  | McLaren         | 170   |
| 3  | Williams        | 133   |
| 4  | Mercedes        | 109   |
| 5  | Red Bull Racing | 100   |
| 6  | Lotus           | 71    |
| 7  | Brabham         | 41    |
| 8  | / Benetton      | 36    |
| 9  | Renault         | 33    |
| 10 | Tyrrell         | 20    |

### Pontos

#### Pontuação atual aplicada desde 1950
OBS: Apenas as voltas rápidas realizadas pelos pilotos que ficaram entre os 10 primeiros foram computadas. O Sprint não foi contabilizado, por não existir antes da temporada de 2021.
|        | Equipe          | Campeonato de Pilotos |
| ------ | --------------- | --------------------- |
| 1      | Ferrari         | 22.207,10             |
| 2      | McLaren         | 14.798,00             |
| 3      | Williams        | 9.322,00              |
| 4      | Red Bull Racing | 8.164,50              |
| 5      | Mercedes        | 7.998,60              |
| 6      | Lotus           | 5.908,50              |
| 7      | Brabham         | 3.970,00              |
| 8      | Renault         | 3.859,00              |
| 9      | / Benetton      | 3.358,00              |
| 10     | Tyrrel          | 3.120,50              |
| Fonte: |                 |                       |

## Recordes de pilotos
- Atualizado após o Grande Prêmio de São Paulo de 2024.

### Número de GPs
O GP é contado se o piloto completa os treinos antes da prova com um lugar no grid. É considerado que o piloto começou um GP se ele fizer parte do grid de largada. Se a prova é paralisada e re-começada, só a segunda largada é considerada.

#### Total de GPs
|    | Piloto             | Temporadas                     | Total de GPs |
| -- | ------------------ | ------------------------------ | ------------ |
| 1  | Fernando Alonso    | 2001, 2003–2018, 2021–presente | 401          |
| 2  | Kimi Räikkönen     | 2001–2009, 2012–2021           | 353          |
| 2  | Lewis Hamilton     | 2007–presente                  | 353          |
| 4  | Rubens Barrichello | 1993–2011                      | 326          |
| 5  | Jenson Button      | 2000–2017                      | 309          |
| 6  | Michael Schumacher | 1991–2006, 2010–2012           | 308          |
| 7  | Sebastian Vettel   | 2007–2022                      | 300          |
| 8  | Sergio Pérez       | 2011–2024                      | 282          |
| 9  | Felipe Massa       | 2002, 2004–2017                | 272          |
| 10 | Riccardo Patrese   | 1977–1993                      | 257          |

#### GPs iniciados
|    | Piloto             | Temporadas                     | GPs Iniciados |
| -- | ------------------ | ------------------------------ | ------------- |
| 1  | Fernando Alonso    | 2001, 2003–2018, 2021–presente | 398           |
| 2  | Lewis Hamilton     | 2007–presente                  | 353           |
| 3  | Kimi Räikkönen     | 2001–2009, 2012–2021           | 349           |
| 4  | Rubens Barrichello | 1993–2011                      | 322           |
| 5  | Michael Schumacher | 1991–2006, 2010–2012           | 306           |
| 5  | Jenson Button      | 2000–2017                      | 306           |
| 7  | Sebastian Vettel   | 2007–2022                      | 299           |
| 8  | Sergio Pérez       | 2011–2024                      | 278           |
| 9  | Felipe Massa       | 2002, 2004–2017                | 269           |
| 10 | Riccardo Patrese   | 1977–1993                      | 256           |

### Pole positions
|   | Piloto             | Total |
| - | ------------------ | ----- |
| 1 | Lewis Hamilton     | 104   |
| 2 | Michael Schumacher | 68    |
| 3 | Ayrton Senna       | 65    |
| 4 | Sebastian Vettel   | 57    |
| 5 | Max Verstappen     | 40    |
| 6 | Jim Clark          | 33    |
| 6 | Alain Prost        | 33    |
| 7 | Nigel Mansell      | 32    |
| 8 | Nico Rosberg       | 30    |
| 9 | Juan Manuel Fangio | 29    |

### Voltas mais rápidas
|    | Piloto             | Total |
| -- | ------------------ | ----- |
| 1  | Michael Schumacher | 77    |
| 2  | Lewis Hamilton     | 67    |
| 3  | Kimi Räikkönen     | 46    |
| 4  | Alain Prost        | 41    |
| 5  | Sebastian Vettel   | 38    |
| 6  | Max Verstappen     | 33    |
| 7  | Nigel Mansell      | 30    |
| 8  | Jim Clark          | 28    |
| 9  | Fernando Alonso    | 26    |
| 10 | Mika Häkkinen      | 25    |

### Recordes múltiplos

#### Poles convertidas em vitórias
|   | Piloto             | Total |
| - | ------------------ | ----- |
| 1 | Lewis Hamilton     | 61    |
| 2 | Michael Schumacher | 40    |
| 3 | Max Verstappen     | 35    |
| 4 | Sebastian Vettel   | 31    |
| 5 | Ayrton Senna       | 29    |
| 6 | Alain Prost        | 18    |
| 7 | Nigel Mansell      | 17    |
| 8 | Juan Manuel Fangio | 15    |
| 8 | Nico Rosberg       | 15    |
| 8 | Jim Clark          | 15    |

### Pódios
|    | Piloto             | Total |
| -- | ------------------ | ----- |
| 1  | Lewis Hamilton     | 201   |
| 2  | Michael Schumacher | 155   |
| 3  | Sebastian Vettel   | 122   |
| 4  | Max Verstappen     | 111   |
| 5  | Alain Prost        | 106   |
| 5  | Fernando Alonso    | 106   |
| 7  | Kimi Räikkönen     | 103   |
| 8  | Ayrton Senna       | 80    |
| 9  | Rubens Barrichello | 68    |
| 10 | Valtteri Bottas    | 67    |

### Pontos
|    | Piloto             | Total    |
| -- | ------------------ | -------- |
| 1  | Lewis Hamilton     | 4.829,50 |
| 2  | Sebastian Vettel   | 3.098,00 |
| 3  | Max Verstappen     | 2.979,50 |
| 4  | Fernando Alonso    | 2.329,00 |
| 5  | Kimi Räikkönen     | 1.873,00 |
| 6  | Valtteri Bottas    | 1.797,00 |
| 7  | Sergio Pérez       | 1.637,00 |
| 8  | Nico Rosberg       | 1.594,50 |
| 9  | Michael Schumacher | 1.566,00 |
| 10 | Charles Leclerc    | 1.430,00 |

#### Pontuação atual aplicada desde 1950
OBS: Apenas as voltas rápidas realizadas pelos pilotos que ficaram entre os 10 primeiros foram computadas. O Sprint não foi contabilizado, por não existir antes da temporada de 2021.
|        | Piloto             | Total    |
| ------ | ------------------ | -------- |
| 1      | Lewis Hamilton     | 5.182,50 |
| 2      | Michael Schumacher | 3.961,00 |
| 3      | Sebastian Vettel   | 3.320,00 |
| 4      | Fernando Alonso    | 3.123,00 |
| 5      | Max Verstappen     | 2.880,50 |
| 6      | Kimi Räikkönen     | 2.830,00 |
| 7      | Alain Prost        | 2.508,50 |
| 8      | Rubens Barrichello | 1.906,00 |
| 9      | Ayrton Senna       | 1.874,50 |
| 10     | Jenson Button      | 1.844,50 |
| Fonte: |                    |          |

## Recordes dos GPs
| Detalhes | Recorde                                                                                               | Info |
| --- | --- | --- |
| Prova com o maior número de abandonos                                                                                         | 25 | 500 Milhas de Indianápolis de 1951 (dos 33 pilotos que largaram, 25 não completaram a prova) |
| Prova com o maior número de abandonos (porcentagem)                                                                           | 85.7%                                                                                                 | GP de Mônaco de 1996 (dos 21 classificados, 18 não receberam a bandeirada final) |
| Prova com o menor número de pilotos passando na linha de chegada                                                              | 1 | GP de Mônaco de 1982 |
| Prova com o maior número de pilotos passando na linha de chegada                                                              | 24 | GP da Europa de 2011 (dos 24 pilotos inscritos, não houve nenhum abandono) |
| Prova com o maior número de pit-stops                                                                                         | 88 | GP da Hungria de 2011 |
| Prova com o menor número de pit-stops                                                                                         | 0 | GP da Holanda de 1961 GP da Bélgica de 2021 |
| Prova com o maior número de ultrapassagens (corrida sem chuva)                                                                | 161                                                                                                   | GP da China de 2016 |
| Prova com o maior número de ultrapassagens (corrida com chuva)                                                                | 144                                                                                                   | GP do Brasil de 2012 |
| Prova com o menor número de ultrapassagens                                                                                    | 0 | GP de Mônaco de 2003 GP dos Estados Unidos de 2005 GP da Europa de 2009 GP da Rússia de 2017 GP da Bélgica de 2021 |
| Prova com mais pilotos largando                                                                                               | 34 | GP da Alemanha de 1953 |
| Prova com menos pilotos largando                                                                                              | 6 | GP dos Estados Unidos de 2005 |
| Menor margem de vitória (cronometragem com 3 casas decimais)                                                                  | 0.011 seg                                                                                             | GP dos Estados Unidos de 2002 (Rubens Barrichello para Michael Schumacher) |
| Menor margem de vitória (cronometragem com 2 casas decimais)                                                                  | 0.01 s                                                                                                | GP da Itália de 1971 (Peter Gethin para Ronnie Peterson) |
| Menor margem de vitória (1º para o 3º colocado)                                                                               | 0.09 s                                                                                                | GP da Itália de 1971 |
| Menor margem de vitória (1º para o 4º colocado)                                                                               | 0.18 s                                                                                                | GP da Itália de 1971 |
| Menor margem de vitória (1º para o 5º colocado)                                                                               | 0.61 s                                                                                                | GP da Itália de 1971 |
| Maior margem de vitória | 2 voltas de vantagem do 1º para o 2º colocado                                                         | GP da Espanha de 1969 (Jackie Stewart para Bruce McLaren) GP da Austrália de 1995 (Damon Hill para Olivier Panis) |
| Maior margem de vitória (pilotos na mesma volta)                                                                              | 5 min. 12.75 seg. de diferença do 1º colocado (Stirling Moss) para o segundo colocado (Mike Hawthorn) | GP de Portugal de 1958 |
| Maior média de velocidade (corrida)                                                                                           | 247,585 km/h (153,842 mph) (Michael Schumacher)                                                       | GP da Itália de 2003 |
| Maior média de velocidade (treinos livres)                                                                                    | 262,242 km/h (162,950 mph) (Juan Pablo Montoya)                                                       | GP da Itália de 2004 |
| Maior média de velocidade (pole-position)                                                                                     | 260,395 km/h (161,802 mph) (Rubens Barrichello)                                                       | GP da Itália de 2004 |
| Maior velocidade (corrida) | 372,6 km/h (231,523 mph) (Juan Pablo Montoya)                                                         | GP da Itália de 2005 (Juan Pablo Montoya) |
| Maior velocidade (treino classificatório)                                                                                     | Valtteri Bottas (378 km/h (234,878 mph))                                                              | GP da Europa de 2016 |
| Corrida mais curta disputada                                                                                                  | 3 voltas                                                                                              | GP da Bélgica de 2021 (com apenas 3 voltas completadas das 44 previstas, a corrida entrou para a história como a corrida mais curta disputada até hoje na Fórmula 1, recorde que até então era do Grande Prêmio da Austrália de 1991, que teve 14 das 81 voltas concluídas.)                                                                                                 |
| Corrida completa mais curta disputada (ou seja, sem interrupção da bandeira vermelha)                                         | 1 h 14 min 19.838 s                                                                                   | GP da Itália de 2003 |
| Corrida com o menor número de voltas para ser completada                                                                      | 12 voltas                                                                                             | GP da Alemanha de 1971 (disputado no circuito de Nürburgring Nordschleife, a prova toda foi disputada em 12 voltas) |
| Corrida mais demorada da história (tempo)                                                                                     | 70 voltas, 4 h 4 min 39.537 s                                                                         | GP do Canadá de 2011 (Interrompido várias vezes por causa das chuvas que caíram sobre o circuito, a prova durou 4h 04 min 39 s para ser completada, superando um recorde de 60 anos que pertencia às 500 Milhas de Indianápolis de 1951, que na época fazia parte do calendário oficial da categoria.)                                                                       |
| Prova com a menor velocidade média (média aritmética entre a distância percorrida e o tempo total de corrida) para o vencedor | 74,864 km/h                                                                                           | GP do Canadá de 2011 (Interrompido várias vezes por causa das chuvas que caíram sobre o circuito, a prova durou 4h 04 min 39 s para ser completada, superando um recorde de 60 anos que pertencia às 500 Milhas de Indianápolis de 1951, que na época fazia parte do calendário oficial da categoria.)                                                                       |
| Prova com maior número de pit-stops para um vencedor                                                                          | O vencedor fez 6 pit-stops                                                                            | GP do Canadá de 2011 (Interrompido várias vezes por causa das chuvas que caíram sobre o circuito, a prova durou 4h 04 min 39 s para ser completada, superando um recorde de 60 anos que pertencia às 500 Milhas de Indianápolis de 1951, que na época fazia parte do calendário oficial da categoria.)                                                                       |
| Prova com maior distância percorrida                                                                                          | 200 voltas, 500 mi (804,672 km)                                                                       | 500 Milhas de Indianápolis de 1951, 1952, 1953, 1954, 1955, 1956, 1957, 1958, 1959 e 1960 |
| Prova com maior distância percorrida sem ser as 500 Milhas de Indianapolis                                                    | 77 voltas, 601,832 km (373,961 mi)                                                                    | GP da França de 1951 |
| Prova com mais bandeiras vermelhas na classificação                                                                           | 4 | GP da Hungria de 2016 |
| Prova com o maior número de pilotos cravando o mesmo tempo no treino classificatório                                          | 3 pilotos                                                                                             | GP da Europa de 1997 (No treino classificatório para este GP, Jacques Villeneuve (Williams-Renault), Michael Schumacher (Ferrari) e Heinz-Harald Frentzen (Williams-Renault) marcaram exatamente 1:21,072. O regulamento definia que, quem obtivesse o tempo primeiro, poderia largar da pole-position. Como Villeneuve foi o primeiro dos três a marcar o tempo, foi pole.) |
| Grande Prêmio com maior média de idade dos pilotos inscritos                                                                  | 46 anos e 27 dias por piloto                                                                          | GP da Suíça de 1950 |
| Grande Prêmio com maior número de pilotos inscritos                                                                           | 34 concorrentes                                                                                       | GP da Alemanha de 1953 |
| Grande Prêmio com o maior número de pilotos com o mesmo sobrenome inscritos                                                   | 4 | GP da Inglaterra de 1959 (4 pilotos com o sobrenome "Taylor" participaram desta prova, são eles: Trevor Taylor, Mike Taylor, Henry Taylor e Dennis Taylor) |
| Grande Prêmio com mais voltas lideradas pelo Safety Car (com o Safety Car entrando com a corrida já em andamento)             | 27 voltas                                                                                             | GP do Canadá de 2011 |
| Grande Prêmio com mais voltas lideradas pelo Safety Car (com o Safety Car entrando já na largada)                             | 17 voltas                                                                                             | GP do Japão de 2007 |
| Grande Prêmio com menos voltas lideradas pelo Safety Car (em que este precisou "interceder" na corrida)                       | 1 volta                                                                                               | GP da Alemanha de 2000 |
| Grande Prêmio com mais entradas do Safety Car                                                                                 | 6 vezes                                                                                               | GP do Canadá de 2011 |
| Grande Prêmio com o pódio mais jovem e média da idade                                                                         | 23 anos, 8 meses e 23 dias.                                                                           | GP do Brasil de 2019. Vitória de Max Verstappen, com Pierre Gasly em segundo e Carlos Sainz Jr. em terceiro. |
| Grande Prêmio com o pódio mais velho e média da idade                                                                         | 46 anos, 8 meses e 20 dias                                                                            | GP da Suíça de 1950. Vitória de Giuseppe Farina, com Luigi Fagioli em segundo e Louis Rosier em terceiro. |
| Maior público em finais de semana de Grande Prêmio                                                                            | 351.000                                                                                               | GP da Grã-Bretanha de 2019 |
| Maior público em um Grande Prêmio                                                                                             | 141.000                                                                                               | GP da Grã-Bretanha de 2019 |
| Maior quantidade de Grandes Prêmios sediados em um circuito                                                                   | 4 Grandes Prêmios                                                                                     | Nürburgring: GPs de Alemanha, Europa, Luxemburgo e Eifel |
| Maior quantidade de corridas disputadas em um circuito                                                                        | 66 corridas                                                                                           | Autodromo Nazionale di Monza |
| Grande Prêmio disputado em mais circuitos                                                                                     | GP dos Estados Unidos : 8                                                                             | Circuito das Américas, Fair Park, Indianápolis, Miami, Phoenix, Riverside, Sebring e Watkins Glen |
| País que mais sediou Grandes Prêmios em seu território                                                                        | Estados Unidos: 6 GPs e 71 corridas                                                                   | GP dos Estados Unidos , GP do Oeste dos Estados Unidos , GP do Leste dos Estados Unidos , GP de Las Vegas , GP de Miami e 500 Milhas de Indianápolis |
| País com mais circuitos visitados pela F1 em seu território                                                                   | Estados Unidos                                                                                        | Foram 8 circuitos com o nome "EUA": Circuito das Américas, Fair Park, Indianápolis, Phoenix, Riverside, Sebring e Watkins Glen; 2 com nome Leste e Oeste (Detroit (Leste) e Long Beach (Oeste)) e os GPs de Las Vegas (Caesar's Palace) e Miami (Autódromo Internacional) |

## Recordes das temporadas
| Detalhes                                                                     | Recorde           | Info |
| ---------------------------------------------------------------------------- | ----------------- | --- |
| Temporada que foi encerrada mais tarde no ano                                | 1962              | A temporada de 1962 foi encerrada no dia 29 de dezembro. |
| Temporada que foi iniciada mais cedo no ano                                  | 1965, 1966 e 1968 | As temporada de 1965, 1966 e 1968 iniciaram-se em 1 de janeiro. |
| Temporada que foi iniciada mais tarde no ano                                 | 2020              | Devido às restrições provocadas pela pandemia de COVID-19, a temporada de 2020 só foi iniciada no dia 5 de julho |
| Temporada encerrada com mais antecedência                                    | 2002              | Michael Schumacher conquistou o pentacampeonato no Grande Prêmio da França de 2002 (11ª entre 17 corridas). |
| Temporada com mais corridas disputadas                                       | 2024              | 24 corridas |
| Temporada com menos corridas disputadas                                      | 1950 e 1955       | As temporadas de 1950 e 1955 tiveram apenas 7 etapas disputadas. |
| Temporada com menor média de ultrapassagens                                  | 2001 e 2005       | 9,9 por GP |
| Temporada com a maior diferença entre o campeão e o vice                     | 2023              | 290 (Max Verstappen, com 575) para o vice-campeão (Sergio Pérez, com 285), quebrando o recorde anterior, que era de 155 (Sebastian Vettel, com 397 pontos) para o vice-campeão (Fernando Alonso, com 242) na temporada de 2013. |
| Temporada com a menor diferença entre o campeão e o vice                     | 1984              | 0,5 ponto (Niki Lauda, com 72 pontos) para o vice-campeão (Alain Prost, com 71,5) |
| Temporada com a menor diferença entre o campeão e o terceiro colocado        | 2007              | 1 ponto (Kimi Räikkönen, com 110 pontos) para o terceiro colocado (Fernando Alonso, com 109 - empatado com Lewis Hamilton, perdendo no critério de segundos lugares)                                                            |
| Temporada com o maior número de vencedores diferentes                        | 1982              | 11 pilotos diferentes venceram pelo menos uma corrida (Alain Prost, Niki Lauda, Didier Pironi, John Watson, Riccardo Patrese, Nelson Piquet, René Arnoux, Patrick Tambay, Elio De Angelis, Keke Rosberg e Michele Alboreto)     |
| Temporada com o maior número de vencedores diferentes nas primeiras corridas | 2012              | 7 pilotos diferentes venceram as primeiras 7 etapas da temporada (Jenson Button, Fernando Alonso, Nico Rosberg, Sebastian Vettel, Pastor Maldonado, Mark Webber e Lewis Hamilton)                                               |

## Outros recordes e curiosidades

### Positivos
- Jack Brabham foi o único campeão mundial que também foi dono de uma equipe campeã, sendo inclusive campeão andando pela sua própria equipe em 1966.
- Piloto campeão por mais equipes: Juan Manuel Fangio (4 equipes: Alfa Romeo, Ferrari, Maserati e Mercedes)
- Piloto campeão por mais frabicantes de motores: Juan Manuel Fangio (4 fabricantes: Alfa Romeo, Ferrari, Maserati e Mercedes)
- Piloto campeão por mais frabicantes de pneus: Juan Manuel Fangio (3 fabricantes: Pirelli, Continental AG e Englebert)
- Juan Manuel Fangio é o piloto com o melhor aproveitamento em títulos mundiais de pilotos por temporada: 62,5%.
- Graham Hill é o único piloto a ter conquistado a chamada "Tríplice Coroa" do automobilismo: o Grande Prêmio de Mônaco, as 24 Horas de Le Mans e as 500 Milhas de Indianápolis.
- Os únicos campeões de F1 que também foram campeões na CART são Mario Andretti com 4 títulos, Emerson Fittipaldi com 1 título, Nigel Mansell com 1 título e Jacques Villeneuve com 1 título.
- John Surtees é o único a ser campeão mundial em duas e quatro rodas. Além de ter sido campeão da F1 de 1964, John Surtees foi tetracampeão da MotoGP e tricampeão da extinta 350cc
- Jim Clark é o único piloto que conseguiu no mesmo ano (1965) vencer a Fórmula 1 e as 500 Milhas de Indianápolis.
- O campeão com a melhor média de vitórias é Max Verstappen em 2023: 19 vitórias numa temporada de 22 corridas (86,3%).
- O campeão com a melhor média de pole positions é Nigel Mansell em 1992 - 14 poles em 16 corridas - 87,5%. O piloto com mais pole positions é Sebastian Vettel com quinze poles em 2011.
- Alain Prost e Ayrton Senna, em 4 temporadas, foram campeão e vice da Fórmula 1 (1988: Senna-Prost, 1989: Prost-Senna, 1990: Senna-Prost, 1993: Prost-Senna).
- Vitória largando da posição mais distante do Grid de Largada: John Watson no Grande Prêmio do Oeste dos Estados Unidos de 1983 (largada: 22º).
- Jim Clark detém o recordes de ultrapassagens na 1ª volta: 17 no Grande Prêmio da Alemanha de 1962
- O recorde de maior vantagem para o segundo lugar é de Jim Clark no Grande Prêmio da Bélgica de 1963, com 4 minutos e 54 segundos.
- As melhores posições de estreantes em GPs foram as vitórias de Giuseppe Farina, na primeira corrida da história da F1 em 1950, Johnnie Parsons nas 500 Milhas de Indianápolis em 1950 e Giancarlo Baghetti no GP  da França de 1961. Baghetti foi o único que venceu um GP de estreia depois de 1950.
- Apesar de ser na primeira corrida na história da F1, Giuseppe Farina estreou na categoria fazendo um hat-trick..
- Max Verstappen é o único piloto a ultrapassar os 500 pontos em uma temporada, foram 575 pontos em 2023.
- Max Verstappen é o único piloto a vencer 19 GPs em uma temporada, em 2023.
- Max Verstappen é o único piloto a vencer 10 GPs seguidos em uma temporada, em 2023.
- Max Verstappen é o único piloto a liderar mais de 1000 voltas em uma só temporada, foram exatamente 1003 voltas no ano de 2023.
- A Red Bull Racing é a única equipe a vencer 14 GPs de forma consecutiva em uma temporada, em 2023. Foram 12 vitórias de Max Verstappen e 2 de Sergio Pérez.
- A Red Bull Racing é a única equipe a vencer 21 GPs em uma temporada, em 2023. Foram 19 vitórias de Max Verstappen e 2 de Sergio Pérez.
- A Red Bull Racing é a equipe que mais pontos fez em uma temporada. São 860 em 2023.
- A Goodyear é a fabricante de pneus com o maior número de vitórias na Fórmula 1. Foram 368 vitórias entre 1964 e 1998.
- Michael Schumacher foi o único piloto a subir no pódio uma temporada inteira em 2002.
- Max Verstappen é o piloto a subir mais vezes em uma temporada no pódio. Foram 21 vezes em 2023.
- O piloto com a maior sequência de pódios é o alemão Michael Schumacher. Foram 21 pódios consecutivos iniciados no GP  dos Estados Unidos  de 2001 e que só terminou no GP  do Japão  de  2002.
- Michael Schumacher é o piloto que mais vezes chegou em segundo: 43
- Kimi Räikkönen é o piloto que mais vezes chegou em terceiro: 36
- Dorino Serafini possui 100% de aproveitamento em pódios na F1, pois participou apenas de 1 GP.
- Piloto mais campeão por uma equipe: Lewis Hamilton (6 vezes pela Mercedes)
- Piloto mais campeão por uma fabricante de motor: Lewis Hamilton (7 vezes pela Mercedes)
- Piloto mais campeão por uma fabricante de pneu: Lewis Hamilton (6 vezes pela Pirelli)
- Lewis Hamilton é o piloto com mais corridas venceu com a mesma equipe: 82 vezes com a Mercedes.
- Lewis Hamilton é o piloto com mais corridas venceu com o mesmo motor: 104 vezes com o motor Mercedes.
- Lewis Hamilton é o piloto com mais corridas consecutivas na zona de pontuação: 48.
- Lewis Hamilton é o recordista de largadas na primeira fila com 163.
- Lewis Hamilton é o recordista de largadas na mesma equipe com 246 GPs pilotando a Mercedes entre 2013 e 2024.
- Lewis Hamilton é o recordista de largadas com a mesma marca de motor. São 356 largadas com o motor Mercedes.
- Stirling Moss conseguiu pole em 5 equipes diferentes: Cooper, Lotus, Vanwall, Mercedes e Maserati. John Surtees conseguiu pole em 5 equipes diferentes: Cooper, Ferrari, Honda, Lola e Lotus. Os 2 foram os únicos a conseguirem esse feito.
- Bill Vukovich é o piloto com maior aproveitamento em voltas mais rápidas (60%; em 5 corridas, foram 3 voltas mais rápidas).
- O piloto com mais largadas consecutivas é Lewis Hamilton (265 entre 2007 e 2020).
- Maior número de corridas completadas por um estreante: 25 (Max Chilton, em 2013 e 2014).
- Piloto com o maior número de provas consecutivas sem abandonar: Nick Heidfeld (41 corridas: do GP  da França  de  2007 até o GP  da Itália  de  2009).
- Michael Schumacher, Kimi Räikkönen e Lewis Hamilton foram os únicos pilotos a completar todas as voltas de uma temporada: 2002, 2012 e 2019, respectivamente.
- O pit stop mais rápido da F1 foi marcado pela equipe McLaren durante uma parada de Lando Norris no Grande Prêmio do Catar de 2023: 1.80s. A equipe de Woking supera o recorde da Red Bull Racing no Grande Prêmio do Brasil de 2019 com a troca de 1s82.[13][14]
- No GP do Canadá de 2023, Max Verstappen, Lewis Hamilton e Fernando Alonso bateram um recorde pilotos com mais idas ao top-3 na F1 contabilizando todos os seus pódios somados. São 383 vezes que os três subiram ao pódio, sendo 194 do Lewis Hamilton, 104 de Fernando Alonso e 85 de Max Verstappen.
- Michael Schumacher (2002), Lewis Hamilton (2017 e 2019) e Max Verstappen (2023) são os únicos campeões mundiais a pontuarem em todas as corridas do campeonato - isto é, sem sequer terem abandonado nenhuma corrida por acidente ou falha mecânica. Hamilton poderia ter conseguido também em 2020, entretanto, por ter contraído COVID-19, não disputou o GP de Sakhir. Já Juan Manuel Fangio poderia ter conquistado em 1954, contudo, nesta temporada as 500 Milhas de Indianápolis ainda faziam parte do calendário regular do campeonato, não sendo comum pilotos que disputavam os outros GPs participarem desta etapa em específico.

### Negativos
- Jochen Rindt é o único piloto campeão póstumo. Ele morreu na curva Parabólica de Monza, no dia 5 de setembro de 1970, mas só foi campeão no dia 4 de outubro daquele ano, quando Emerson Fittipaldi lhe garantiu o título, com a sua primeira vitória na Fórmula 1, no GP  dos Estados Unidos  .
- O alemão Wolfgang von Trips (1961) e o sueco Ronnie Peterson (1978) são os únicos vice-campeões póstumos.
- Alain Prost e Stirling Moss são os únicos tetra-vice-campeões, sendo que o inglês é o único a conseguir o tetra-vice-campeonato de forma consecutiva.
- O único ano em que duas equipes dividiram o campeonato de pilotos foi em 1954 em que Juan Manuel Fangio correu por Mercedes e Maserati.
- Rubens Barrichello é o piloto mais vezes em uma equipe campeã de construtores que nunca foi campeão mundial: 6
- Em 2010, Sebastian Vettel se tornou o primeiro campeão mundial que não liderou o campeonato.
- Stirling Moss é o piloto não-campeão com mais vitórias: 16
- Charles Leclerc é o piloto não-campeão com mais poles: 25[15]
- O britânico Mike Hawthorn e o estadunidense Phil Hill são os campeões mundiais que menos corridas venceram: 3
- Pilotos que conquistaram o título com uma única vitória: Mike Hawthorn (1958) e Keke Rosberg (1982).
- Denny Hulme em 1967 e Niki Lauda em 1984 foram campeões sem nenhuma pole position.
- Sem nenhuma volta na liderança, Luigi Fagioli (GP  da França de  1951), Luigi Musso (GP  da Argentina de 1956) e Tony Brooks (GP  da Grã-Bretanha de  1957) venceram esses Grandes Prêmios, em dupla com Juan Manuel Fangio (1951 e 1956) e Stirling Moss (1957). É que até 1957 podia trocar de carro e dividir os pontos.
- Jenson Button e Max Verstappen são os pilotos vencedores com o maior número de pit stops na corrida: 6  no total: O inglês no GP  do Canadá  de 2011 (5 vezes para trocar o pneu e 1 vez por uma punição de drive-through) e o holandês no GP  dos Países Baixos  de 2023 (todos em troca de pneus).
- Rubens Barrichello é o piloto mais vezes foi ao pódio que nunca foi campeão mundial: 68 pódios, com 14 poles, 16 voltas rápidas, 11 vitórias, 29 segundos e 28 terceiros lugares.
- Nick Heidfeld é o piloto com mais pódios sem ter vencido: 13 pódios
- Nico Hülkenberg é o piloto que levou mais tempo para conquistar seu primeiro pódio, obtendo o feito ao chegar em terceiro lugar no Grande Prêmio da Grã-Bretanha de 2025, a 239ª prova de sua carreira na Fórmula 1, superando Carlos Sainz Jr., até então o detentor do recorde (101)[16]. Até então, seus melhores resultados foram três 4º lugares, 2 voltas mais rápidas e 1 Pole Position.
- Nico Hülkenberg é o piloto que fez mais pontos sem vencer uma corrida. 608 até então.
- Sergio Pérez é piloto que mais tempo levou para fazer sua primeira pole-position: 214 GPs.
- México é o país que ficou mais tempo sem conquistar uma pole-position na Fórmula 1: 1055 GPs. Considerando corridas sprints, Dinamarca passa a ser o recordista com 1074 GPs.[17]
- Mônaco é o país que ficou mais tempo sem conquistar um pódio na Fórmula 1: 997
- O piloto que mais vezes fracassou na tentativa de se qualificar para o treino de classificação foi Gabriele Tarquini: 25.
- O piloto com o maior número de não-classificações em uma temporada: Claudio Langes (14 não-largadas em 1990).
- Luca Badoer é o piloto com o maior número de corridas sem pontuar (58 corridas).
- Nicola Larini é o piloto que mais demorou para marcar pontos. Ele conseguiu pontuar pela primeira vez na Fórmula 1 no GP de San Marino de 1994, o 44º de sua carreira.
- Chris Amon detém o recorde de maior número de voltas lideradas em toda a carreira sem nunca ter tido uma vitória: 183
- Chris Amon detém o recorde de maior número de poles sem nunca ter vencido: 5
- O piloto italiano Teo Fabi é o único piloto que obteve a pole mas jamais liderou uma prova.
- Piloto com a maior diferença entre temporadas de saída e retorno: Jan Lammers (10 anos: 1982–1992) e Luca Badoer (10 anos: 1999–2009).
- Carreira mais curta na F1 (tendo se classificado para uma corrida): Marco Apicella (800 metros).
- Jarno Trulli é o piloto com mais abandonos na primeira volta: 14
- Chris Amon detém o recorde de piloto que dirigiu pelo maior número de construtores diferentes na história da F1: 13
- Piloto mais punido em uma temporada: Pastor Maldonado (10 punições em 2014).
- Menor tempo decorrido antes de ganhar uma penalidade: seis segundos (Sebastian Vettel, ainda estreante na F1, foi penalizado por excesso de velocidade nos boxes).

### Tempo
- Sem contar o italiano Giuseppe Farina e o argentino Juan Manuel Fangio (respectivamente campeão e vice da 1ª temporada da F1), o inglês Lewis Hamilton em 2007 e o canadense Jacques Villeneuve em 1996 são os únicos a conseguirem um vice-campeonato nas suas temporadas de estreia.
- Sem contar o italiano Giuseppe Farina e o argentino Juan Manuel Fangio (respectivamente campeões da 1ª e 2ª temporada da F1),o inglês Lewis Hamilton em 2008 e o canadense Jacques Villeneuve em 1997 são os únicos a serem campeões com apenas 2 temporadas de experiência. Até hoje, nenhum piloto estreante foi campeão da F1.
- Sem contar a Alfa Romeo (campeã da 1ª temporada da F1), a Mercedes com Juan Manuel Fangio em 1954 e a Brawn GP com Jenson Button em 2009 são as únicas equipes estreantes a serem campeãs do campeonato de pilotos da F1.
- Sem contar que o campeonato de construtores só começou em 1958 e que a Vanwall corria desde 1954,a Brawn GP é a única equipe campeã do campeonato de construtores no ano de estreia com Jenson Button e Rubens Barrichello em 2009.
- Emerson Fittipaldi (1970), David Coulthard (1994) e Jacques Villeneuve (1996) foram os únicos pilotos a serem campeões de construtores nas suas temporadas de estreia.
- Jackie Stewart, Emerson Fittipaldi, Jacques Villeneuve e Lewis Hamilton são os únicos a vencerem um GP nos seus anos de estreia.
- Nico Rosberg é o piloto com a maior sequência de GPs antes do título: 205
- Piloto com a maior sequência de temporadas entre o primeiro e o último título: Lewis Hamilton, campeão pela primeira vez em 2008, ganhou seu último título em 2020.
- Piloto com a maior sequência de temporadas entre um título e outro: Niki Lauda 1977–1984
- O piloto que precisou participar de mais temporadas para ser campeão foi Nigel Mansell, em 1992: 13
- Piloto com a maior distância entre temporadas entre o primeiro e a último título: Niki Lauda (9 temporadas: 1975–1984)
- Piloto com a maior distância entre temporadas entre a primeira e a última vitória: Kimi Räikkönen (15 temporadas: 2003–2018).
- Piloto com a maior distância entre temporadas entre o primeiro e o último pódio: Michael Schumacher (20 temporadas: 1992–2012 e Fernando Alonso 2003–2023)
- Piloto com o maior intervalo entre duas pontuações sucessivas: Robert Kubica (8 anos, 8 meses e 258 dias), havia pontuado no Grande Prêmio de Abu Dhabi de 2010 e só voltou a pontuar no Grande Prêmio da Alemanha de 2019.
- Sem contar Giuseppe Farina (1º GP da 1ª temporada), Walt Faulkner (500 Milhas de Indianápolis de 1950), Duke Nalon (500 Milhas de Indianápolis de 1951), Mario Andretti (GP  dos Estados Unidos  de  1968), Carlos Reutemann (GP  da Argentina  de  1972) e Jacques Villeneuve (GP  da Austrália  de  1996) foram os únicos que conseguiram uma pole position nas suas corridas de estreia na categoria. Lewis Hamilton e Nico Hülkenberg conseguiram fazer uma pole nos seus anos de estreia.

### Família
- Os ingleses Graham Hill e Damon Hill, não possuem nenhum parentesco com o americano Phil Hill, campeão do mundo de 1961, apesar do sobrenome.
- As única duplas pai-filho campeã do mundo são os ingleses Graham Hill (1962 e 1968) - Damon Hill (1996) e o finlandês Keke Rosberg (1982) - alemão Nico Rosberg (2016), mas a única a dupla campeã com a mesma nacionalidade é a família Hill.
- Keke Rosberg e Nico Rosberg foram campeões usando o mesmo número no carro: 6
- No critério títulos de construtores, as únicas duplas pai-filho bem sucedidos são Graham Hill (3) - Damon Hill (3) e Gilles Villeneuve (2) - Jacques Villeneuve (2).
- No quesito vitórias pai-filho, entra no hall os ingleses Graham Hill (14) e Damon Hill (22), os canadenses Gilles Villeneuve (6) e Jacques Villeneuve (11), o finlandês Keke Rosberg (5) e o alemão Nico Rosberg (23).
- Michael Schumacher (91) e Ralf Schumacher (7) são os únicos irmãos a vencerem uma corrida.
- Nelson Piquet e Nelson Piquet Jr. foram a única dupla pai-filho no Brasil a subir no pódio.
- Emerson Fittipaldi e Pietro Fittipaldi são os únicos avô e neto a correrem na Fórmula 1.
- A família com o maior número de representantes são os Fittipaldis com 4: Emerson, Wilson, Christian e Pietro.

### Nacionalidade
- 4 pilotos foram campeões com outra nacionalidade. O austríaco Jochen Rindt (1970) nasceu na Alemanha, o americano Mario Andretti (1978) na Itália, o finlandês Keke Rosberg (1982) nasceu na Suécia e o holandês Max Verstappen (2021, 2022 e 2023) nasceu na Bélgica.
- O alemão Nico Rosberg, que é filho do finlandês Keke Rosberg, nasceu na Alemanha, mas viveu em Mônaco, tendo inclusive disputado campeonatos de Kart com a nacionalidade da Finlândia e Mônaco.
- Apenas 7 pilotos foram campeões de pilotos por equipes de seus países: Alberto Ascari em 1952 e 1953) pela Ferrari, Graham Hill em 1962 pela BRM e em 1968 pela Lotus, Nino Farina em 1950 pela Alfa Romeo, James Hunt em 1976 pela McLaren, Nigel Mansell em 1992 pela Williams, Damon Hill em 1996 pela Williams, Lewis Hamilton em 2008 pela McLaren, Jenson Button em 2009 pela Brawn GP e Nico Rosberg em 2016 pela Mercedes.
- Apenas 14 pilotos foram campeões de construtores por equipes de seus países: Nigel Mansell em 1986, 1987, 1992 e em 1994 pela Williams, Damon Hill em 1993, 1994 e 1996 pela Williams, Nico Rosberg em 2014, 2015 e 2016 pela Mercedes, Graham Hill em 1962 pela BRM e 1968 e em 1970 pela Lotus, Stirling Moss em 1958 pela Vanwall e em 1959 pela Cooper, Bruce McLaren em 1959 e 1960 pela Cooper, Tony Brooks em 1958 pela Vanwall, Lorenzo Bandini em 1964 pela Ferrari, Jackie Oliver em 1968 pela Lotus, Jean-Pierre Beltoise em 1969 pela Matra, John Miles em 1970 pela Lotus, James Hunt em 1976 pela McLaren, Lewis Hamilton em 2008 pela McLaren e Jenson Button em 2009 pela Brawn.
- A Ásia é o único continente sem campeão mundial de pilotos e de construtores. Na verdade, nenhum piloto asiático conseguiu vencer um Grande Prêmio e sequer fez uma pole até hoje na história.
- O único piloto campeão dentro de seu país é o italiano Giuseppe Farina (1950).
- Se for contar as equipes campeãs do mundial de pilotos dentro de suas casas, podemos citar Giuseppe Farina pela escuderia italiana Alfa Romeo em 1950, Juan Manuel Fangio em 1956 pela italiana Maserati em 1956, Phil Hill pela italiana Ferrari em 1961, Niki Lauda, pela mesma Ferrari, em 1975 e Jody Scheckter (também pela Ferrari) em 1979. Se for contar o GP da Europa, Alain Prost foi campeão correndo na Inglaterra, pela equipe inglesa McLaren, além de ter sido o único campeão em uma corrida especial.
- Em apenas 4 temporadas, o campeão e o vice foram do mesmo país. Em 1952, com os italianos Alberto Ascari e Giuseppe Farina. Os argentinos Juan Manuel Fangio e Froilán González em 1954. Os ingleses Mike Hawthorn e Stirling Moss em 1958. E na última vez em que isso aconteceu, com os ingleses John Surtees e Graham Hill em 1964.
- Graças ao regulamento da época, os britânicos Stirling Moss e Tony Brooks tiveram vitória compartilhada no Grande Prêmio da Grã-Bretanha de 1957, sendo contado 1 vitória para cada piloto, enquanto que para o Reino Unido foi contabilizado apenas 1 vitória..
- Nico Rosberg foi o primeiro alemão a vencer uma corrida em uma equipe alemã.
- Os pilotos que mais venceram GPs em casa foram o alemão Michael Schumacher e o inglês Lewis Hamilton: 9 vitórias
- Rubens Barrichello é o único brasileiro vencedor de GP que não venceu no Brasil. José Carlos Pace, Emerson Fittipaldi, Nelson Piquet, Ayrton Senna e Felipe Massa venceram no Brasil.
- Os brasileiros Mauricio Gugelmin (3º), Roberto Pupo Moreno (2º) e Nelson Piquet Jr. (2º) já subiram ao pódio uma vez na vida.
- Dos 9 brasileiros que conseguiram pódios, apenas Nelson Piquet Jr. e Roberto Pupo Moreno não conseguiram esse feito no Brasil.
- O Tribunal Arbitral do Esporte (TAS) proibiu que a Rússia fosse representada em competições esportivas após o escândalo de doping nos Jogos Olímpicos de Inverno de 2014 em Sochi e essa punição chegou a F1 nas temporadas 2021/2022. O russo Nikita Mazepin correu como atleta neutro em 2021.

### Idade
- Max Verstappen é o mais jovem a testar um carro com 17 anos e 3 dias no GP do Japão de 2014
- Max Verstappen é o mais jovem a participar de um GP com 17 anos e 166 dias.
- Louis Chiron é o mais velho a participar de um GP com 58 anos e 288 dias.
- Max Verstappen é o mais jovem a iniciar um GP com 17 anos e 166 dias.
- Louis Chiron é o mais velho a iniciar um GP com 55 anos e 292 dias.
- Max Verstappen é o mais jovem a pontuar em uma corrida com 17 anos e 180 dias.
- Philippe Étancelin é o mais velho a pontuar em uma corrida com 53 anos e 249 dias.
- Max Verstappen é o piloto mais jovem a conseguir um pódio com 18 anos e 228 dias.
- Luigi Fagioli é o piloto mais velho a conseguir um pódio com 53 anos e 22 dias.
- Max Verstappen é o piloto mais jovem a conseguir uma vitória, com 18 anos e 228 dias.[7]
- Luigi Fagioli é o piloto mais velho a conseguir uma vitória, com 53 anos e 22 dias.[7]
- Sebastian Vettel foi o mais jovem a conseguir uma pole position com 21 anos e 72 dias.
- Giuseppe Farina é o piloto mais velho a conseguir uma pole: 47 anos e 79 dias.
- Max Verstappen foi o mais jovem a conseguir uma volta rápida com 19 anos e 44 dias.
- Juan Manuel Fangio foi o mais velho a conseguir uma volta rápida com 46 anos anos e 209 dias.
- Sebastian Vettel foi o piloto mais jovem a conseguir uma vitória e pole em um mesmo GP com 21 anos e 73 dias.
- Juan Manuel Fangio foi o piloto mais velho a conseguir uma vitória e pole em um mesmo GP com 46 anos e 41 dias.
- Sebastian Vettel foi o piloto mais jovem a conseguir um hat-trick com 21 anos e 353 dias.
- Juan Manuel Fangio foi o piloto mais velho a conseguir um hat-trick com 46 anos e 41 dias.
- Max Verstappen foi o piloto mais jovem a conseguir um grand-chelem com 23 anos e 277 dias.
- Juan Manuel Fangio foi o piloto mais velho a conseguir um grand-chelem com 45 anos e 42 dias.
- Sebastian Vettel é o mais jovem vice-campeão com 22 anos, 3 meses e 29 dias em 2009.
- Lewis Hamilton foi o líder mais jovem com 22 anos e 126 dias em 2007.

### Mulheres
- 9 mulheres já participaram de Fórmula 1: Giovanna Amati, Desiré Wilson, Maria Teresa de Filippis, Divina Galica, Lella Lombardi, como pilotas oficiais; María de Villota, Simona de Silvestro, Susie Wolff e Carmen Jordá, como pilotas de testes.
- Lella Lombardi e Maria Teresa de Filippis são as únicas a participarem de uma corrida de F1. Giovanna Amati, Desiré Wilson e Divina Galica tentaram se classificar, mas não tiveram sucesso nas suas tentativas.
- Maria Teresa de Filippis foi a primeira mulher a disputar uma corrida de F-1
- Lella Lombardi foi a primeira (e até hoje a única) mulher a pontuar na categoria ao chegar em sexto lugar no GP da Espanha de 1975,
- Desiré Wilson conquistou uma vitória em um carro de Fórmula 1, não no campeonato mundial, mas em uma prova válida pela extinta British Aurora F1 Serie.

### Grande Prêmios
- O GP do Canadá de 2011 foi o mais longo da história com 4 horas, 4 minutos e 39.537 segundos.
- O GP da Bélgica de 2021 foi o mais curto, com apenas 3 voltas concluídas, das 44 previstas.[18]
- O GP da Alemanha de 1953 teve o maior número de pilotos alinhando: 34
- O GP dos Estados Unidos de 2005 teve o menor número de pilotos alinhados: 6
- O recorde de quantidade de carros da mesma equipe participando de um mesmo Grande Prêmio pertence à Maserati: 7 no Grande Prêmio da Argentina de 1955.[19]
- Os GPS da Grã-Bretanha e da Itália são as únicas presentes em todas as temporadas da Fórmula 1, desde 1950.
- País com mais campeonatos comemorados em seus GPs: Japão: 12
- Nelson Piquet, quando largou no GP  do Brasil  de  1988, tornou-se o primeiro piloto e único de Fórmula 1 a correr num autódromo com o seu nome.
- Lewis Hamilton é o piloto com mais vitórias em circuitos diferentes: 29
- Pilotos com mais vitórias em um mesmo GP: Michael Schumacher (8 vitórias no Grande Prêmio da França) e Lewis Hamilton (8 vitórias no Grande Prêmio da Hungria).
- O recorde de maior número de vencedores diferentes num início de campeonato é o da temporada 2012 da Fórmula 1, quando sete pilotos diferentes venceram as sete primeiras etapas: Jenson Button, Fernando Alonso, Nico Rosberg, Sebastian Vettel, Pastor Maldonado, Mark Webber e Lewis Hamilton.
- Pódio mais comum: Lewis Hamilton, Max Verstappen e Valtteri Bottas: 20 (independente de suas posições).
- Dobradinha mais comum entre pilotos diferentes: Lewis Hamilton e Max Verstappen 37 (independente de suas posições).

### Regulamento
- Apenas em 1964 e 1988, o vice fez mais pontos do que o campeão. Em 1964, Graham Hill fez 41 pontos, mas devido a regra de descarte dos piores resultados, ele teve que descartar um quinto lugar e ficou com 39 pontos. O campeão John Surtees manteve os seus 40 pontos. Em 1988, Alain Prost fez 105 pontos, mas devido a regra de descarte dos piores resultados, o francês teve que descartar três segundos lugares e ficou com 87 pontos. O campeão Ayrton Senna fez 94 pontos, mas teve que descartar um quarto e um sexto lugar. E com isso o brasileiro ficou com 90 pontos, mas o suficiente para conquistar o título da temporada.
- Antigamente, era permitido empurrar o carro para salvar a corrida. Jack Brabham, por exemplo, conquistou o seu primeiro título em 1959 empurrando o carro até a linha de chegada.
- Michael Schumacher já venceu atravessando a linha de chegada nos boxes. O piloto alemão havia recebido uma punição por ter ultrapassado sob bandeira amarela no GP  da Grã-Bretanha  de  1998. Como os comissários aplicaram a punição tarde demais, havia um limite de 25 minutos para que a punição fosse cumprida. E consequentemente a Ferrari só foi informada da obrigatoriedade de cumpri-la 6 minutos depois desse limite. Então, a FIA decidiu: ou Schumacher faria um stop & go de 10 segundos, ou seriam adicionados 10 segundos ao seu tempo de prova (uma punição que só pode ser aplicada para uma infração nas últimas 12 voltas). O alemão e a equipe italiana decidiram só passar nos boxes na última volta, porque a área de pit lane também é considerada pista de corrida, o que deixou Mika Häkkinen e a McLaren inconformados.
- Michael Schumacher, Jacques Villeneuve e Heinz-Harald Frentzen empataram na pole position com um tempo de 1min21s072 no GP  da Espanha  de 1997. Como o que vale é quem marca o tempo primeiro, o canadense da Williams ficou com a pole, com o alemão da Ferrari em segundo e Frentzen em terceiro.
- Nico Rosberg conquistou a pole do Grande Prêmio dos Estados Unidos de 2015 graças ao primeiro lugar no Q2, pois por motivos de segurança, o Q3 não foi realizado.
- Para dar mais emoção a última corrida, a última etapa de 2014 (Abu Dhabi) teve a sua pontuação dobrada que poderia definir o título. Muitos criticaram, pois acharam que devido a um azar, o piloto mais regular poderia perder o título. Outros acharam justo, pois a última é sempre especial, pois é a última chance de todos os candidatos ao título e é sempre um momento crucial ou difícil que deixa qualquer piloto nervoso, mas no final, o título ficou com o piloto mais regular da temporada que foi Lewis Hamilton.
- Kevin Magnussen fez a volta mais rápida no Grande Prêmio de Singapura de 2019 se tornando o 1º piloto a fazer a volta mais rápida e a não receber um ponto extra por não está entre os 10 primeiros.
- Em 2021/2024, foram adicionados Sprints como teste em alguns GPs. Os Sprints consistiam em mini-corridas classificatórias no sábado que definiram a ordem de largada no domingo e que ainda distribuia pontos.
- Os vencedores dos 16 sprints foram Max Verstappen (11), Valtteri Bottas (2), George Russell (1), Sergio Pérez (1), Oscar Piastri (1), mas curiosamente tais vitórias não constaram no ranking de vitórias.

1. Já os vencedores dos 6 sprints das temporadas 2021/2022, pelo menos tiveram tais vitórias contadas no ranking de pole. Os vencedores foram Max Verstappen (4), Valtteri Bottas (1) e George Russell (1). Os poles em tais sprints foram Max Verstappen (3), Lewis Hamilton (1), Valtteri Bottas (1) e Kevin Magnussen (1).

- As "voltas rápidas" e "pódios" nos tais sprints, não constaram em nenhum ranking.
- O "hat-trick" de George Russell no Grande Prêmio de São Paulo de 2022 não é considerado, porque a sua pole position foi marcada, por meio de uma vitória no Sprint do GP, apesar que os vencedores dos sprints das temporadas 2021/2022, foram considerados os pole-positions de tais corridas. Já Max Verstappen teve o hat-trick do Grande Prêmio da Emília-Romanha de 2022 considerado, por ter feito a pole do sprint, além de ter vencido o sprint também. O holandês também teve um Grand Slam contado nesse mesmo GP. A partir de 2023, a FIA adicionou que os GPs e seus respectivos sprints teriam um treino classificatório próprio, para não haver mais essa confusão.

### Numeração
- Em 1973, foi implementado o sistema de numeração fixo nos carro em todas as provas da temporada e os número só eram trocados, quando um piloto se tornava campeão. O campeão sempre usava o número 1 na temporada seguinte e o seu companheiro de equipe o número 2. Exemplo: Ferrari, números 11 e 12 em 1975, teve Niki Lauda campeão do mesmo ano. Em 1976, os carros da equipe exibiam o número 1 e 2. As Mclaren que exibiam os números 1 e 2 em 1975 começaram a exibir os números 11 e 12 em 1976. Agora, se acontecesse do campeão do campeonato de pilotos se transferir, ele carregava o número 1 com ele e esta equipe fazia a troca com a equipe que carregava o número 1 na temporada anterior.
- Muitas equipes ficaram marcadas por carregarem alguns números, porque viviam uma fase de jejum de título ou por não terem o atual campeão pilotando no seu carro. Exemplo: Ferrari com o 27 e 28, Tyrrell com o 3 e 4, etc.
- Em 1993 foi estabelecido que apenas o atual campeão poderia usar o número 1, tanto que Damon Hill usou o número 0 em 1993 e 1994, porque os atuais campeões se aposentaram.
- Em 1974, Ronnie Peterson se tornou o único piloto sem título que usou o número 1.
- Em 1996, o sistema de numeração passou a ser de acordo com a equipe do campeão de pilotos+classificação no campeonato de construtores. O campeão de pilotos do ano anterior continuava a usar o número 1 em qualquer equipe, mas os números seguintes eram definidos pela classificação das equipes no campeonato de construtores do ano anterior.
- Em 2014, o sistema de numeração mudou mais uma vez permitindo que os pilotos usem um número aleatório. Apenas o atual campeão pode usar o número 1. Se um piloto deixa a F1, o seu número fica congelado por 2 anos.
- Alguns números viraram marcas e alguns pilotos como o 44 de Lewis Hamilton, 33 de Max Verstappen, 77 de Valtteri Bottas, etc.
- De 2015 a 2024, o número 1 não foi usado por opção do atual campeão ou por aposentadoria.
- O número 13 foi congelado em 1976, devido ao alto número de acidentes fatais com ele, mas voltou a ser utilizado por Pastor Maldonado em 2014. Em 2015, o número 17 foi aposentado em homenagem a Jules Bianchi (único acidente fatal) desde Ayrton Senna em 1994 e único nos tempos modernos.
- Os números campeões são: 1 (12 vezes); 5 (10 vezes); 44 (6 vezes); 6 (4 vezes), 11, 2 e 33 (3 vezes); 12, 27, 8, 3 e 22 (2 vezes)